# Rólunk szól
A Rólunk szól amerikai drámasorozat, amely 2016. szeptember 20-án debütált azt NBC-n. A főszerepekben Milo Ventimiglia, Mandy Moore, Sterling K. Brown, Chrissy Metz és Justin Hartley látható. Jelenleg az egyik legnézettebb országos dráma Amerikában.
A sorozatban egy olyan család életét követhetjük nyomon, ahol az édesapa és három gyermeke egy napon születtek. A sorozat rengeteg pozitív kritikát kapott, számos jelentős díjra jelölték.
Egy héttel a pilot leadása után az NBC berendelte a sorozat teljes évadát, összesen 18 részt. 2017-ben újabb két évadra kötöttek szerződést. A második évadot 2017. szeptember 26-án kezdték el adni.

## Alaphelyzet
A sorozatban a ,,Nagy Hármas" (Kevin, Kate és Randall) és szüleik (Rebecca és Jack Pearson) mindennapjait látjuk. Az időhatárok rugalmas kezelése jellemzi a sorozatot, a jelenben illetve a múltban (flashback-ek útján) egyaránt halad a történet. A múlt történései főként Pittsburgh-ben (ahol a gyerekek felnőnek), a jelené pedig Los Angeles-ben, New Jersey-ben, és New York-ban játszódnak.

## Spoileres leírás
Rebecca hármasikrekkel várandós a sorozat kezdetén. A szülés 1980. augusztus 31-én indul meg (Jack születésnapján). A babák 6 héttel a vártnál korábban érkeznek, és a három baba közül egy kisfiú halva születik, mivel vajúdás közben a nyakára tekeredik a köldökzsinór. Épp ugyanezen a napon hagynak azonban egy babát a tűzoltó állomás előtt, akit ugyanabba a kórházba szállítanak, ahol Rebecca szült. Mivel a ,, Nagy Hármas" hazavitelére készültek a szülők, így úgy döntenek, hogy örökbe fogadják az árván maradt kisfiút.

## Főszereplők
- Milo Ventimiglia (Jack Pearson): Rebecca férje, a Kate, Kevin és Randall édesapja.
- Mandy Moore (Rebecca Pearson) : Jack felesége, Kate, Kevin és Randall édesanyja.
- Sterling K. Brown (Randall Pearson): Rebecca és Jack örökbefogadott gyermeke.
- Chrissy Metz (Kate Pearson): Rebecca és Jack vér szerinti gyermeke.
- Justin Hartley (Kevin Pearson): Rebecca és Jack vér szerinti gyermeke.
- Susan Kelechi Watson (Beth Pearson): Randall felesége
- Chris Sullivan (Toby Damon): Kate vőlegénye
- Ron Cephas Jones (William H. Hill): Randall vér szerinti apja
- Jon Huertas ( Miguel Rivas): Jack legjobb barátja, Rebecca második férje.[1]

## Magyar hangok

### Főszereplők
| Szereplő        | Színész                                                                                  | Magyar hang                              |
| --------------- | ---------------------------------------------------------------------------------------- | ---------------------------------------- |
| Jack Pearson    | Milo Ventimiglia                                                                         | Zámbori Soma                             |
| Rebecca Pearson | Mandy Moore                                                                              | Pálmai Anna                              |
| Randall Pearson | Sterling K. Brown (jelenben) Caitlin Thompson (tinédzserként) Lonnie Chavis (gyerekként) | Patkós Márton Baráth István Égner Milán  |
| Kate Pearson    | Chrissy Metz (jelenben) Hannah Zeile (tinédzserként) Mackenzie Hancsicsak (gyerekként)   | Mezei Kitty Pekár Adrienn Gyarmati Laura |
| Kevin Pearson   | Justin Hartley (jelenben) Logan Shroyer (tinédzserként) Parker Bates (gyerekként)        | Bozsó Péter Czető Ádám ?                 |
| Beth Pearson    | Susan Kelechi Watson (jelenben) Rachel Hilson (tinédzserként)                            | Németh Kriszta Ruszkai Szonja            |
| Toby Damon      | Chris Sullivan                                                                           | Mészáros Máté                            |

### További szereplők
| Szereplő                   | Színész                                                 | Magyar hang                                                                                    |
| -------------------------- | ------------------------------------------------------- | ---------------------------------------------------------------------------------------------- |
| William "Shakespeare" Hill | Ron Cephas Jones                                        | Vass Gábor Schneider Zoltán (4x17)                                                             |
| Miguel Rivas               | Jon Huertas                                             | Barabás Kiss Zoltán (1-2. évad, 3. évad első fele, 4. évad) Turi Bálint (3. évad második fele) |
| Sophie                     | Alexandra Breckenridge                                  | F. Nagy Erika                                                                                  |
| Tess Pearson               | Eris Baker (jelenben) Iantha Richardson (jövőben)       | ? Lamboni Anna                                                                                 |
| Annie Pearson              | Faithe Herman                                           | Gyarmati Laura                                                                                 |
| Zoe Baker                  | Melanie Liburd                                          | Pánics Lilla                                                                                   |
| Deja Pearson               | Lyric Ross                                              | Hermann Lilla                                                                                  |
| Malik Hodges               | Asante Blackk                                           | Penke Bence                                                                                    |
| Nicholas "Nicky" Pearson   | Griffin Dunne (idősen) Michael Angarano (tinédzserként) | Rosta Sándor Dévai Balázs                                                                      |
| Madison Simons             | Caitlin Thompson                                        | Csifó Dorina                                                                                   |

## Epizódok
| Évad | Évad | Részek száma | Részek száma | Eredeti sugárzás     | Eredeti sugárzás  | Eredeti adó | Magyar sugárzás      | Magyar sugárzás   | Magyar adó |
| Évad | Évad | Részek száma | Részek száma | Évadbemutató         | Évadzáró          | Eredeti adó | Évadbemutató         | Évadzáró          | Magyar adó |
| ---- | ---- | ------------ | ------------ | -------------------- | ----------------- | ----------- | -------------------- | ----------------- | ---------- |
|      | 1.   | 18           | 18           | 2016. szeptember 20. | 2017. március 14. | NBC         | 2017. február 6.     | 2017. június 12.  | Viasat 3   |
|      | 2.   | 18           | 18           | 2017. szeptember 26. | 2018. március 13. | NBC         | 2018. február 18.    | 2018. április 15. | Sony Max   |
|      | 3.   | 18           | 18           | 2018. szeptember 25. | 2019. április 2.  | NBC         | 2019. május 11.      | 2019. július 6.   | Sony Max   |
|      | 4.   | 18           | 18           | 2019. szeptember 24. | 2020. március 24. | NBC         | 2020. szeptember 12. | 2020. november 7. | Sony Max   |
|      | 5.   | 16           | 16           | 2020. október 27.    | 2021. május 25.   | NBC         | n. a.                | n. a.             |            |
|      | 6.   | 18           | 18           | 2022. január 4.      | 2022. május 24.   | NBC         | n. a.                | n. a.             |            |